# From Dusk Till Dawn: The Series/Episodenliste

Logo zur Serie

Diese Episodenliste enthält alle Episoden der US-amerikanischen Horrorserie From Dusk Till Dawn: The Series, sortiert nach der US-amerikanischen Erstausstrahlung. Die Fernsehserie umfasst drei Staffeln mit 30 Episoden.

## Übersicht
| Staffel | Episodenanzahl | Erstausstrahlung USA | Erstausstrahlung USA | Deutschsprachige Erstausstrahlung | Deutschsprachige Erstausstrahlung |
| Staffel | Episodenanzahl | Staffelpremiere      | Staffelfinale        | Staffelpremiere                   | Staffelfinale                     |
| ------- | -------------- | -------------------- | -------------------- | --------------------------------- | --------------------------------- |
| 1       | 10             | 11. März 2014        | 20. Mai 2014         | 16. September 2015                | 16. September 2015                |
| 2       | 10             | 25. August 2015      | 27. Oktober 2015     | 28. Oktober 2015                  | 28. Oktober 2015                  |
| 3       | 10             | 6. September 2016    | 1. November 2016     | 7. September 2016                 | 2. November 2016                  |

## Staffel 1
Die Erstausstrahlung der ersten Staffel war vom 11. März bis zum 20. Mai 2014 auf dem US-amerikanischen Fernsehsender El Rey Network zu sehen.  Die deutschsprachige Erstveröffentlichung fand am 16. September 2015 auf Netflix per Streaming statt.
| Nr. (ges.) | Nr. (St.) | Deutscher Titel   | Originaltitel       | Erstausstrahlung USA | Deutschsprachige Erstausstrahlung (D/A) | Regie            | Drehbuch                |
| ---------- | --------- | ----------------- | ------------------- | -------------------- | --------------------------------------- | ---------------- | ----------------------- |
| 1          | 1         | Wie alles begann  | Pilot               | 11. März 2014        | 16. Sep. 2014                           | Robert Rodriguez | Robert Rodriguez        |
| 2          | 2         | Schnapsidee       | Blood Runs Thick    | 18. März 2014        | 16. Sep. 2014                           | Robert Rodriguez | Diego Gutierrez         |
| 3          | 3         | Der Zwischenstopp | Mistress            | 25. März 2014        | 16. Sep. 2014                           | Eduardo Sánchez  | Carlos Coto             |
| 4          | 4         | Die Geiselnahme   | Let’s Get Ramblin’  | 1. Apr. 2014         | 16. Sep. 2014                           | Robert Rodriguez | Marcel Rodriguez        |
| 5          | 5         | Flucht zur Grenze | Self-Contained      | 8. Apr. 2014         | 16. Sep. 2014                           | Joe Menendez     | Matt Morgan & Ian Sobel |
| 6          | 6         | Titty Twister     | Place of Dead Roads | 15. Apr. 2014        | 16. Sep. 2014                           | Dwight Little    | Alvaro Rodriguez        |
| 7          | 7         | Santánico         | Pandemonium         | 29. Apr. 2014        | 16. Sep. 2014                           | Robert Rodriguez | Diego Gutierrez         |
| 8          | 8         | Die Conquista     | La Conquista        | 6. Mai 2014          | 16. Sep. 2014                           | Fede Álvarez     | Marcel Rodriguez        |
| 9          | 9         | Das Labyrinth     | Boxman              | 13. Mai 2014         | 16. Sep. 2014                           | Nick Copus       | Matt Morgan & Ian Sobel |
| 10         | 10        | Der Verrat        | The Take            | 20. Mai 2014         | 16. Sep. 2014                           | Dwight H. Little | Carlos Coto             |

## Staffel 2
Die Erstausstrahlung der zweiten Staffel wurde zwischen dem 25. August und dem 27. Oktober 2015 auf dem US-amerikanischen Fernsehsender El Rey Network gesendet. Die deutschsprachige Erstveröffentlichung fand am 28. Oktober 2015 auf Netflix per Streaming statt.
| Nr. (ges.) | Nr. (St.) | Deutscher Titel                         | Originaltitel                              | Erstausstrahlung USA | Deutschsprachige Erstausstrahlung (D/A) | Regie             | Drehbuch                            |
| ---------- | --------- | --------------------------------------- | ------------------------------------------ | -------------------- | --------------------------------------- | ----------------- | ----------------------------------- |
| 11         | 1         | Eröffnungsabend                         | Opening Night                              | 25. Aug. 2015        | 28. Okt. 2015                           | Robert Rodriguez  | Álvaro Rodríguez                    |
| 12         | 2         | In der dunklen Zeit                     | In a Dark Time                             | 1. Sep. 2015         | 28. Okt. 2015                           | Eduardo Sánchez   | Álvaro Rodríguez & Carlos Coto      |
| 13         | 3         | Aus einer anderen Hölle                 | Attack of the 50 Ft. Sex Machine           | 8. Sep. 2015         | 28. Okt. 2015                           | Alejandro Brugues | Marcel Rodriguez                    |
| 14         | 4         | Das schönste Horrorhaus in Texas        | The Best Little Horror House in Texas      | 15. Sep. 2015        | 28. Okt. 2015                           | Joe Menendez      | Matt Morgan & Ian Sobel             |
| 15         | 5         | Die Jagd ist eröffnet                   | Bondage                                    | 22. Sep. 2015        | 28. Okt. 2015                           | Joe Menendez      | Luisa Leschin                       |
| 16         | 6         | Bizarre Geschichten                     | Bizarre Tales                              | 29. Sep. 2015        | 28. Okt. 2015                           | Carlos Coto       | Carlos Coto                         |
| 17         | 7         | Bring mir Santanico Pandemoniums Kopf   | Bring Me the Head of Santanico Pandemonium | 6. Okt. 2015         | 28. Okt. 2015                           | Dwight Little     | Diego Gutierrez                     |
| 18         | 8         | Die letzte Versuchung des Richard Gecko | The Last Temptation Of Richard Gecko       | 13. Okt. 2015        | 28. Okt. 2015                           | Eduardo Sánchez   | Álvaro Rodríguez & Marcel Rodriguez |
| 19         | 9         | Blut wird fließen                       | There Will Be Blood                        | 20. Okt. 2015        | 28. Okt. 2015                           | Joe Menendez      | Matt Morgan & Ian Sobel             |
| 20         | 10        | Santa Sangre                            | Santa Sangre                               | 27. Okt. 2015        | 28. Okt. 2015                           | Robert Rodriguez  | Diego Gutierrez                     |

## Staffel 3
Die Erstausstrahlung der dritten Staffel war vom 6. September bis zum 1. November 2016 auf dem US-amerikanischen Fernsehsender El Rey zu sehen. Die deutschsprachige Erstveröffentlichung auf Netflix per Streaming startete am 7. September und endete am 2. November 2016 jeweils einen Tag nach der Veröffentlichung in den USA.
| Nr. (ges.) | Nr. (St.) | Deutscher Titel            | Originaltitel        | Erstausstrahlung USA | Deutschsprachige Erstausstrahlung (D/A) | Regie             | Drehbuch                |
| ---------- | --------- | -------------------------- | -------------------- | -------------------- | --------------------------------------- | ----------------- | ----------------------- |
| 21         | 1         | Intrigen                   | Head Games           | 6. Sep. 2016         | 7. Sep. 2016                            | Dwight Little     | Carlos Coto             |
| 22         | 2         | Die Königin                | La Reina             | 6. Sep. 2016         | 7. Sep. 2016                            | Robert Rodriguez  | Diego Gutierrez         |
| 23         | 3         | Schützen und Dienen        | Protect and Serve    | 13. Sep. 2016        | 14. Sep. 2016                           | Alejandro Brugués | Ian Sobel & Matt Morgan |
| 24         | 4         | Fanglorious                | Fanglorious          | 20. Sep. 2016        | 21. Sep. 2016                           | Eagle Egilsson    | Marcel Rodriguez        |
| 25         | 5         | Shady Glen                 | Shady Glen           | 27. Sep. 2016        | 28. Sep. 2016                           | Eduardo Sánchez   | Sarah Wise              |
| 26         | 6         | Zwangsjacke                | Straitjacket         | 4. Okt. 2016         | 5. Okt. 2016                            | Rebecca Rodriguez | Fernanda Coppel         |
| 27         | 7         | Die Weinende               | La Llorona           | 11. Okt. 2016        | 12. Okt. 2016                           | Diego Gutierrez   | Diego Gutierrez         |
| 28         | 8         | Rio Sangre                 | Rio Sangre           | 18. Okt. 2016        | 19. Okt. 2016                           | Eagle Egilsson    | Carlos Coto             |
| 29         | 9         | Matanzas                   | Matanzas             | 25. Okt. 2016        | 26. Okt. 2016                           | Joe Menendez      | Marcel Rodriguez        |
| 30         | 10        | Die dunkle Seite der Sonne | Dark Side of the Sun | 1. Nov. 2016         | 2. Nov. 2016                            | Joe Menendez      | Ian Sobel & Matt Morgan |